# タチアナ・ガルビン
タチアナ・ガルビン（Tathiana Garbin, 1977年6月30日 - ）は、イタリア・メストレ出身の女子プロテニス選手。WTAツアーでシングルス1勝、ダブルス11勝を挙げた。自己最高ランキングはシングルス22位、ダブルス25位。右利き、バックハンド・ストロークは片手打ち。

## 来歴
ガルビンは3歳でテニスを始め、1996年に19歳でプロに転向した。4大大会は1999年全豪オープンで初出場。1回戦で同じイタリアのリタ・グランデに 7-6(3), 0-6, 7-9 で競り負けた。
2000年2月のボゴタ大会でツアー初の決勝に進出しパトリシア・ワーツシュに 6–4, 1–6, 4–6 で敗れたが4月のブダペスト大会でクリスティ・ボーグルトを 6–2, 7–6(4) で破りツアー初優勝を果たす。全仏オープンで初めて4大大会の勝利を挙げ3回戦で第1シードのマルチナ・ヒンギスに挑戦した。全米オープンでも3回戦でヒンギスに敗れている。シドニー五輪でオリンピックに初出場したが、シングルス1回戦でフランスのジュリー・アラール＝デキュジスに 4–6, 2–6 で敗れた。
2001年3月のインディアンウェルズ・マスターズ2回戦では当時4位のモニカ・セレシュを 7-6(6), 3-6, 6-4 で破る殊勲を挙げた。ガルビンがトップ10プレイヤーから勝利したのはこれが初めてである。3回戦で杉山愛に 4–6, 2–6 で敗れた。
ガルビンが知名度を大きく上げたのは2004年全仏オープンである。2回戦で当時1位の前年優勝者ジュスティーヌ・エナン＝アーデンを 7-5, 6-4 で破った。ガルビンが世界ランキング1位の選手に勝ったのは初めてあり、エナンは最も得意とする全仏オープンでは2003年から2007年までの5年間で4回優勝しており唯一敗れたのがこの試合であった。3回戦で鄭潔に 7-5, 6-7(1), 2-6 で敗れている。2度目の出場となったアテネ五輪では1回戦で第13シードのアンナ・スマシュノワに 6-2, 6-1 で勝利したが2回戦でニコル・プラットに 6-1, 6-7(5), 2-6 で敗れた。ロベルタ・ビンチと組んだダブルスでも2回戦でスペインのコンチタ・マルティネス&ビルヒニア・ルアノ・パスクアル組に 3–6, 3–6 で敗れた。
2007年全仏オープンでは1回戦で森上亜希子を 7-6(2), 6-4 で破って勝ち進み自己最高の4回戦に進出した。4回戦では第6シードのニコル・バイディソバに 3–6, 1–6 で敗れた。
その後は好成績が少なくなり2011年全豪オープンでは1回戦で第15シードのマリオン・バルトリに 0-6, 0-6 で1ゲームも奪えずに敗れた。大会後に33歳で現役を引退した。

## WTAツアー決勝進出結果

### シングルス: 5回 (1勝4敗)
| 大会グレード          | 大会グレード                 |
| 2008年以前            | 2009年以後                   |
| --------------------- | ---------------------------- |
| グランドスラム (0–0)  |                              |
| WTAファイナルズ (0–0) |                              |
| ティア I (0–0)        | プレミア・マンダトリー (0-0) |
| ティア I (0–0)        | プレミア5 (0-0)              |
| ティア II (0–0)       | プレミア (0–0)               |
| ティア III (0–1)      | インターナショナル (0–0)     |
| ティア IV ＆ V (1–3)  | インターナショナル (0–0)     |

| 結果   | No. | 決勝日        | 大会       | サーフェス | 対戦相手                     | スコア                    |
| ------ | --- | ------------- | ---------- | ---------- | ---------------------------- | ------------------------- |
| 準優勝 | 1.  | 2000年2月13日 | ボゴタ     | クレー     | パトリシア・ワーツシュ       | 6–4, 1–6, 4–6             |
| 優勝   | 1.  | 2000年4月23日 | ブダペスト | クレー     | クリスティ・ボーグルト       | 6–2, 7–6(4)               |
| 準優勝 | 2.  | 2005年7月17日 | モデナ     | クレー     | アンナ・スマシュノワ         | 6–6, 途中棄権             |
| 準優勝 | 3.  | 2006年7月23日 | パレルモ   | クレー     | アナベル・メディナ・ガリゲス | 4–6, 4–6                  |
| 準優勝 | 4.  | 2007年2月25日 | ボゴタ     | クレー     | ロベルタ・ビンチ             | 7–6(5), 4–6, 3–0 途中棄権 |

### ダブルス: 18回 (11勝7敗)
| 結果   | No. | 決勝日         | 大会               | サーフェス    | パートナー                       | 対戦相手                                                            | スコア              |
| ------ | --- | -------------- | ------------------ | ------------- | -------------------------------- | ------------------------------------------------------------------- | ------------------- |
| 優勝   | 1.  | 2000年5月14日  | ワルシャワ         | クレー        | ヤネッテ・フサロバ               | イロダ・ツルヤガノワ アンナ・ザポロザノワ                           | 6–3, 6–1            |
| 優勝   | 2.  | 2001年2月25日  | ボゴタ             | クレー        | ヤネッテ・フサロバ               | ラウラ・モンタルボ パオラ・スアレス                                 | 6–4, 2–6, 6–4       |
| 優勝   | 3.  | 2001年4月22日  | ブダペスト         | クレー        | ヤネッテ・フサロバ               | ゾフィア・グバチ ドラガナ・ザリッチ                                 | 6–1, 6–3            |
| 優勝   | 4.  | 2001年7月15日  | パレルモ           | クレー        | ヤネッテ・フサロバ               | アナベル・メディナ・ガリゲス マリア・ホセ・マルティネス・サンチェス | 4–6, 6–2, 6–4       |
| 優勝   | 5.  | 2002年1月12日  | ホバート           | ハード        | リタ・グランデ                   | キャサリン・バークレー クリスティナ・ホイーラー                     | 6–2, 7–6(3)         |
| 優勝   | 6.  | 2002年5月5日   | ボル               | クレー        | アンジェリク・ウィジャヤ         | エレーナ・ボビナ ヘンリエッタ・ナギョワ                             | 7–5, 3–6, 6–4       |
| 準優勝 | 1.  | 2002年7月14日  | ブリュッセル       | クレー        | アランチャ・サンチェス・ビカリオ | バルバラ・シュワルツ ヤスミン・ヴェール                             | 2–6, 6–0, 4–6       |
| 準優勝 | 2.  | 2002年8月24日  | ニューヘイブン     | ハード        | ヤネッテ・フサロバ               | ダニエラ・ハンチュコバ アランチャ・サンチェス・ビカリオ             | 3–6, 6–1, 5–7       |
| 優勝   | 7.  | 2003年1月11日  | キャンベラ         | ハード        | エミリー・ロワ                   | ダヤ・ベダノワ ディナラ・サフィナ                                   | 6–3, 3–6, 6–4       |
| 優勝   | 8.  | 2005年1月16日  | キャンベラ         | ハード        | ティナ・クリザン                 | ガブリエラ・ナブラチロバ ミハエラ・パスティコバ                     | 7–5, 1–6, 6–4       |
| 準優勝 | 3.  | 2007年5月13日  | ベルリン           | クレー        | ロベルタ・ビンチ                 | リサ・レイモンド サマンサ・ストーサー                               | 3–6, 4–6            |
| 準優勝 | 4.  | 2007年5月20日  | ローマ             | クレー        | ロベルタ・ビンチ                 | ナタリー・ドシー マラ・サンタンジェロ                               | 4–6, 1–6            |
| 準優勝 | 5.  | 2010年1月15日  | シドニー           | ハード        | ナディア・ペトロワ               | カーラ・ブラック リーゼル・フーバー                                 | 1–6, 6–3, [3–10]    |
| 準優勝 | 6.  | 2010年4月17日  | バルセロナ         | クレー        | ティメア・バシンスキー           | サラ・エラニ ロベルタ・ビンチ                                       | 1–6, 6–2, [2–10]    |
| 優勝   | 9.  | 2010年7月11日  | ブダペスト         | クレー        | ティメア・バシンスキー           | ソラナ・チルステア アナベル・メディナ・ガリゲス                     | 6–3, 6–3            |
| 優勝   | 10. | 2010年7月18日  | プラハ             | クレー        | ティメア・バシンスキー           | モニカ・ニクレスク アグネシュ・サバイ                               | 7–5, 7–6(4)         |
| 準優勝 | 7.  | 2010年7月25日  | バートガシュタイン | クレー        | ティメア・バシンスキー           | ルーシー・ハラデツカ アナベル・メディナ・ガリゲス                   | 7–6(2), 1–6, [5–10] |
| 優勝   | 11. | 2010年10月24日 | ルクセンブルク     | ハード (室内) | ティメア・バシンスキー           | イベタ・ベネソバ バルボラ・ザフラボバ・ストリコバ                   | 6–4, 6–4            |

## 4大大会シングルス成績
略語の説明
| W | F | SF | QF | #R | RR | Q# | LQ | A | Z# | PO | G | S | B | NMS | P | NH |

W=優勝, F=準優勝, SF=ベスト4, QF=ベスト8, #R=#回戦敗退, RR=ラウンドロビン敗退, Q#=予選#回戦敗退, LQ=予選敗退, A=大会不参加, Z#=デビスカップ/BJKカップ地域ゾーン, PO=デビスカップ/BJKカッププレーオフ, G=オリンピック金メダル, S=オリンピック銀メダル, B=オリンピック銅メダル, NMS=マスターズシリーズから降格, P=開催延期, NH=開催なし.
| 大会           | 1998 | 1999 | 2000 | 2001 | 2002 | 2003 | 2004 | 2005 | 2006 | 2007 | 2008 | 2009 | 2010 | 2011 | 通算成績 |
| -------------- | ---- | ---- | ---- | ---- | ---- | ---- | ---- | ---- | ---- | ---- | ---- | ---- | ---- | ---- | -------- |
| 全豪オープン   | LQ   | 1R   | 1R   | 1R   | 2R   | 2R   | 1R   | 2R   | 1R   | 3R   | 2R   | 2R   | 3R   | 1R   | 12–14    |
| 全仏オープン   | LQ   | A    | 3R   | 2R   | 2R   | 2R   | 3R   | 2R   | 3R   | 4R   | 1R   | 3R   | 2R   | A    | 17–12    |
| ウィンブルドン | LQ   | LQ   | 1R   | 1R   | 1R   | 1R   | 1R   | 1R   | 2R   | 2R   | 1R   | 2R   | 1R   | A    | 5–13     |
| 全米オープン   | LQ   | LQ   | 3R   | A    | 1R   | 2R   | 2R   | 1R   | 2R   | 1R   | 3R   | 2R   | 1R   | A    | 8–12     |